# Kővágó József

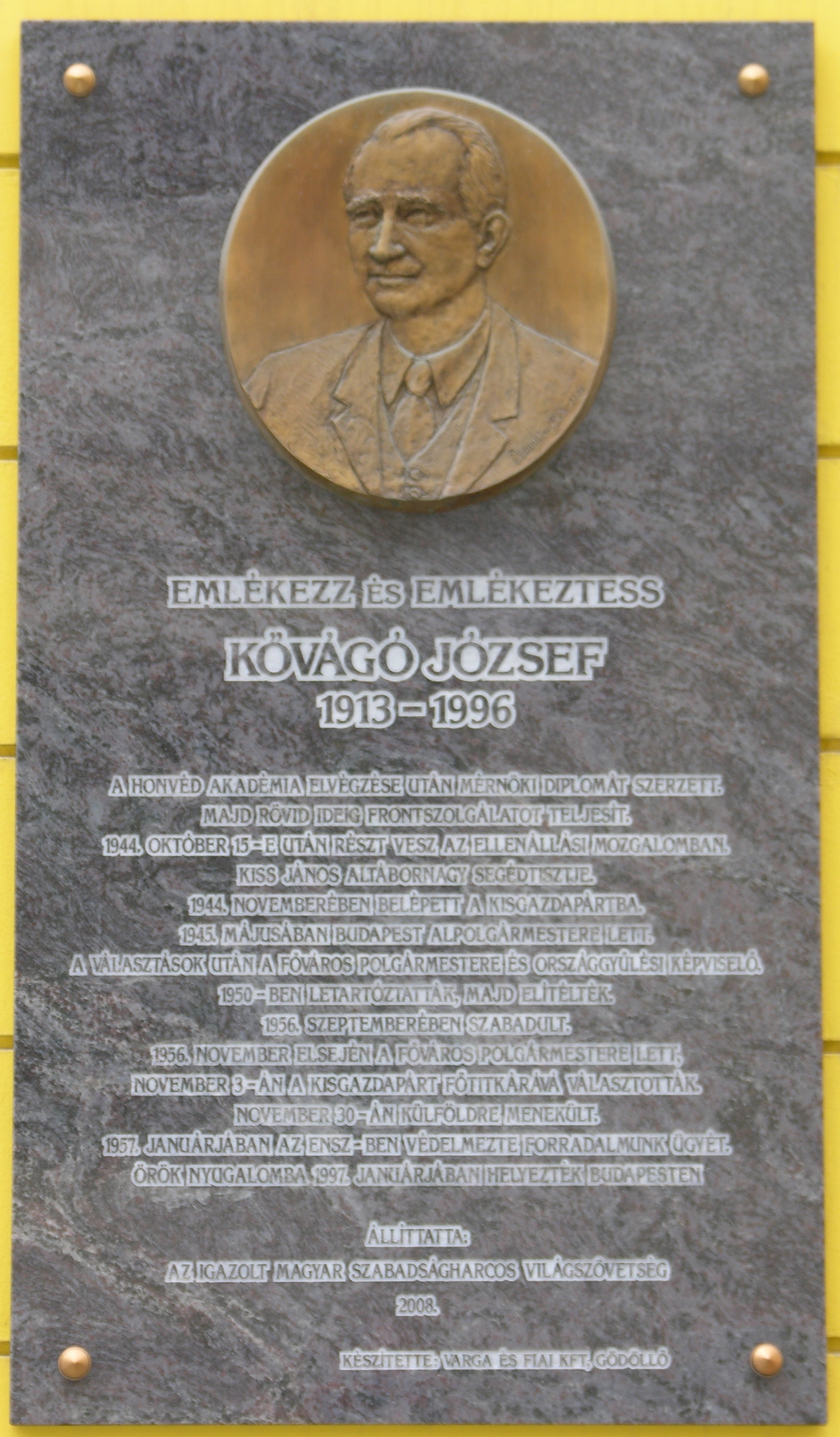
Emléktáblája a Corvin közben

Kővágó József (1934-ig Küronya József, Csömödér, Zala vármegye, 1913. április 8. – Linwood, New Jersey, USA, 1996. december 10.) katonatiszt, mérnök, politikus, 1945–1947 között Budapest főváros polgármestere.

## Életútja
Tanítói család sarja, az elemi iskolát és a középiskolát Szombathelyen, majd Pécsett látogatta. 1931-től a Ludovika Katonai Akadémia növendéke volt, 1935-ben lett hadnagy. Felsőfokú tanulmányait a József Nádor Gazdasági és Műszaki Egyetemen végezte, ahol 1942–1943-ban gépészmérnöki diplomát szerzett. 1939-től dolgozott a Magyar Honvédség Haditechnikai Intézeténél, majd a keleti frontra került, ahol egy utászzászlóalj parancsnokaként működött.
Az 1944. október 15-ei nyilas államcsínyt követően Kiss János altábornagy segédtisztjeként részt vett a Magyar Nemzeti Felkelés Felszabadító Bizottságának küzdelmeiben. A felkelés szervezőivel egyetemben a nyilasok november 22-én letartóztatták, decemberben pedig rögtönítélő bíróság elé állították, mely azonban az ügyét a rendes bíróság hatáskörébe utalta, így a halálbüntetést elkerülte.
A második világháborút követően a politikában tűnt fel, 1945. május 15-én megválasztották Budapest alpolgármesterévé, december 14-én pedig a főváros polgármesterévé nevezték ki. 1945. augusztus 20-án tagja lett a Független Kisgazdapárt országos intézőbizottságának. Mint polgármester, mindenekelőtt a város újjáépítésén és az élelemellátás megszervezésén munkálkodott.
Nagy Ferenc távozását követően az MKP nyomására 1947. június 5-én a politikától visszavonult, posztjáról lemondott, hogy ily módon is tiltakozzon a kisgazda politikusok üldözése miatt. 1948-tól 1950-ig vezetője volt a Mintagépgyári Nemzeti Vállalat Szerszámgéptervező Irodájának. 1950 májusában letartóztatták a következő vádakkal: kémkedés, hűtlenség és a demokrácia megdöntésére irányuló összeesküvés szervezése. Először halálos ítéletet mértek ki rá, amit később életfogytiglani börtönbüntetésre változtattak. A fogházból 1956 szeptemberében szabadult. Októberben a Független Kisgazdapárt újjászervezésén dolgozott, november 3-án megválasztották a párt főtitkárává és november 1-jén újfent Budapest főpolgármestere lett. 
1956. december 1-jén elhagyta az országot, Hágába, majd az Amerikai Egyesült Államokba vette az irányt. 1957-ben New Yorkban Kéthly Annával és Király Bélával együtt tanúvallomást tettek az ENSZ „ötös bizottsága” előtt a magyar forradalomról, kinevezték a Magyar Bizottság és az Európai Rabnemzetek Szövetségének alelnökévé. 1961-ben hozta létre Frank Horton képviselővel közösen a forradalom emlékét őrző bizottságot.
Nixon elnöksége idején tagja lett az USA első 16 fős környezetvédelmi csúcsbizottságának. Már akkor elkezdtek foglalkozni a globális felmelegedés veszélyeivel. Szabályokat dolgoztak ki pl a kén és a szén-monoxid szennyezés csökkentésére is.
Mint mérnök dolgozott. Nyugállományba vonulásakor az Atlantic Electric Company kutató-főmérnöke volt. Több egyetemen is tanított, a New Jersey-i Stockton College magántanára volt, az annandale-i Bard College (New York állam) díszdoktori címmel tüntette ki. Elnyerte a Szabadság-díjat, Magyarországon pedig a Magyar Köztársaság középkeresztje a csillaggal érdemrendben részesítették. 1992-ben felvették Budapest díszpolgárainak sorába. A halál az Egyesült Államokban érte, végső nyugalomra a Fiumei úti Nemzeti Sírkertben helyezték, 1997 januárjában.

## Művei
- Budapest közállapotai az 1945/46. tél küszöbén; közrebocsátja Kővágó József, összeáll. Székesfőváros Statisztikai Hivatala; Székesfővárosi Háziny., Bp., 1946
- A szlovákiai magyar nyelvterület városai; összeáll. Budapest Szfőv. Statisztikai Hivatala, előszó Kővágó József; Budapest Irodalmi Intézet, Bp., 1946
- Budapest küzdelme az új életért. Beszámoló a város közállapotairól az 1946. évben; közrebocsátja Kővágó József, összeáll. Budapest Székesfőváros Statisztikai Hivatala Bene Lajos vezetésével; Budapest Irodalmi Intézet, Bp., 1947 (Budapest statisztikai zsebkönyvtára)
- Emlékezés a náci-ellenes magyar katonai ellenállásra; Century Typesetting and Publishing, Linwood, 1985
- Két szabad választás Magyarországon. Az 1945-ben tartott budapesti és országos választások lefolyása és jelentősége. Történelmi dokumentum; Vetés, Bp., 1994
- Emlékezés a náci-ellenes magyar katonai ellenállásra; Püski, Bp., 1994
- Egyedül vagy; szerk., utószó, jegyz. Vámos György; Gondolat, Bp., 2007 (Pártok és politika)